# Sanijat Ganaczujewa
Sanijat Ganaczujewna Ganaczujewa (ros. Саният Ганачуевна Ганачуева; ur. 7 marca 1977) – rosyjska zapaśniczka walcząca w stylu wolnym. Mistrzyni świata w 1995; siódma w 1996. Mistrzyni Rosji w 1995 roku.